# Konfederacja Powszechna Narodu Polskiego
Konfederacja Powszechna Narodu Polskiego zw. Związek Mazurski – tajna radykalna organizacja w zachodniej Galicji, założona 10 czerwca 1837 w Pawlikowicach w wyniku secesji ze Stowarzyszenia Ludu Polskiego działaczy krakowskiego Zboru Głównego. 
Działała pod kierownictwem Leona Kępińskiego, Stanisława Malinowskiego, Stefana Mułkowskiego i Ludwika Zaleskiego. 
Głosiła radykalne hasła społeczne, postulowała szybkie powstanie z udziałem ludności wiejskiej, której obiecywała uwłaszczenie i prawa wyborcze. Ziemianom nie przystępującym do powstania grożono konfiskatą majątków.
W końcu lata 1837 podczas dożynek w Szczepanowicach i Dąbrówce Konfederacja prowadziła akcję propagandową, mającą na celu zjednanie chłopów i przekonania ich do programu głoszonemu przez nią głoszonego. W 1838 źle zakonspirowana Konfederacja rozpadła się z powodu aresztowań głównych jej członków.

## Literatura
- Stanisław Grodziski - “W Królestwie Galicji i Lodomerii”, Kraków1976